# Maimai (trò chơi điện tử)
Maimai (cách gọi cách điệu là maimai) là một trò chơi nhịp điệu arcade do Sega phát triển và phân phối, Trong game này, người chơi sẽ đánh các nốt trên màn hình cảm ứng theo nhịp điệu của bài hát. Game hỗ trợ một hoặc nhiều người chơi cùng nhau với tối đa 4 người chơi (1 máy là 2 người chơi, 2 máy nối với nhau là 4 người chơi).
Trò chơi ban đầu được phân phối chủ yếu ở Nhật Bản, sau đó có thêm phiên bản quốc tế cho các khu vực nước ngoài bao gồm Đài Loan và Hồng Kông  và một số quốc gia khác, ngoài ra còn có phiên bản tiếng Trung giản thể cho Trung Quốc.
Phiên bản PiNK PLUS của trò chơi đã được thử nghiệm tại Dave & Buster's ở Irvine, California, Hoa Kỳ vào tháng 12 năm 2016, và Puente Hills, California vào tháng 1 năm 2017.
Tại Việt Nam thì maimai được phân phối ở Việt Nam trước đây thường là các máy chơi offline. Đến khoảng đầu năm 2020, khi maimai DX phát hành trên toàn thế giới thì Việt Nam cũng chính thức phân phối các máy maimai ở các khu vui chơi tại Việt Nam.

## Nhìn chung
maimai được nhiều người ví von là "game máy giặt" vì thùng máy có vẻ ngoài rất giống máy giặt cửa trước. Nhà sản xuất thiết bị điện tử Sharp đã hợp tác với trò chơi này trong sự kiện maimai LIVE 2014 Washing Festival (maimai LIVE 2014 洗濯祭)  của Sega, giới thiệu các mô hình và các điểm để chụp ảnh, kết hợp giữa máy giặt của hãng với thùng máy arcade maimai.
Để tạo tài khoản để lưu dữ liệu chơi, người chơi có thể dùng thẻ từ Aime của Sega để quẹt mỗi khi chơi, trong khi một số người chơi khác có thể sử dụng thẻ Banapassport do Bandai Namco Entertainment sản xuất.
Người chơi có thể dùng trang "maimai DX NET" để xem các thông tin chi tiết như điểm và các vật phẩm mở khóa được, cùng với đổi tên và các cài đặt trong game. Trước bản DX, máy quay gắn vào máy cho phép người chơi quay lại lượt chơi và đăng lên niconico. Vào hè 2019, tính năng này bị loại bỏ, và máy ảnh được đưa về phía trước để chụp ảnh, cho phép người chơi lưu ảnh lưu niệm của một bài hát mỗi lượt chơi, hiện tại tính năng quay video đã được gỡ bỏ
Nếu có người đang chơi, bên còn lại của máy sẽ bị vô hiệu hóa cho đến khi lượt chơi kết thúc. Trên màn hình sẽ có dòng chữ "Please wait until the play is finished (Hãy đợi đến khi lượt chơi hiện tại kết thúc)". Trong phiên bản UNiVERSE PLUS, người chơi đang chơi được phép mời người chơi ở bên còn lại chơi thử level BASIC miễn phí, giới hạn là một lần mỗi ngày.

## Gameplay cơ bản
Thông tin trong phần này tính theo phiên bản hiện tại là DX Buddies.
Nhiều nốt nhạc khác nhau sẽ xuất hiện ở giữa màn hình và tiếp cận viền ngoài của màn hình cảm ứng hình tròn. Người chơi phải chạm, giữ hoặc trượt trên màn hình cảm ứng hoặc các nút xung quanh cùng lúc với nhạc, tùy thuộc vào loại nốt nhạc.
Các loại nốt nhạc có trong trò chơi, tính đến bản DX Buddies, bao gồm:
- TAP: Một vòng tròn màu hồng, yêu cầu nhấn một lần.
- HOLD: Một nốt dài hình lục giác màu hồng, yêu cầu giữ toàn bộ chiều dài của nốt.
- BREAK: Vòng màu đỏ-vàng, là nốt TAP, HOLD cho nhiều điểm hơn nếu đạt CRITICAL PERFECT.
- SLIDE: Một ngôi sao (là nốt TAP hoặc BREAK), theo sau là một đường chỉ dẫn. Người chơi phải chạm vào ngôi sao, và sau một nhịp nhạc sẽ phải trượt theo ngôi sao đến hết đường chỉ dẫn. Từ Maimai DX Festival trở đi, một số SLIDE sẽ là BREAK SLIDE (bao gồm BREAK ở ngôi sao màu đỏ-vàng và BREAK ở đường chỉ dẫn có màu vàng đậm)
- EACH (Nhật Bản) hoặc BOTH (Quốc Tế): Hai nốt TAP, BREAK hoặc SLIDE cùng lúc, màu vàng (trừ BREAK có màu đỏ-vàng).
- TOUCH: Nốt màu xanh (hoặc vàng nếu có 2 hoặc nhiều nốt) ở khu vực giữa màn hình mà người chơi phải chạm vào khi mũi tên trên nốt chập vào trong.
- TOUCH HOLD: Nốt TOUCH nhiều màu ở giữa màn hình, yêu cầu người chơi giữ đến khi hết thời lượng nốt.
- EX: Nốt TOUCH hoặc HOLD phát sáng, những nốt này luôn đạt CRITICAL PERFECT nếu không bấm trượt (Từ Maimai DX Festival trở đi, sẽ có thêm nốt TOUCH hoặc HOLD phát sáng với màu vàng đậm, nốt đó là EX BREAK).

Một tỷ lệ đáng kể người chơi đeo găng tay trong khi chơi, để tăng hiệu suất và độ thoải mái khi chơi, và tránh chấn thương khi trượt tay nhanh trên mặt kính màn hình cảm ứng hoặc khi nhấn mạnh vào các nút.

## Bài hát
Mỗi bài hát trong trò chơi sẽ có bốn hoặc năm mức độ khó có thể chơi được, với bốn độ khó chính là: BASIC, ADVANCED, EXPERT và MASTER. Chế độ MASTER chỉ được mở khóa khi đạt được xếp hạng S (97% trở lên) ở độ khó EXPERT của một bài hát (trừ những bài hát được thêm vào trước bản DX được mở khóa sẵn cấp độ MASTER và Re:MASTER). Ngoài ra, đạt xếp hạng S trên cấp độ MASTER của bài hát (nếu có sẵn để chơi) sẽ mở khóa luôn cấp độ MASTER đó. Chế độ Re:MASTER được mở khóa cùng với MASTER khi đạt được điểm xếp hạng S ở độ khó EXPERT hoặc MASTER . (Điểm xếp hạng S trước đây khi bổ sung cấp độ Re:MASTER trên các bài hát sẽ không được tính)  Trong số các cấp độ có chia nhỏ các cấp từ 1 đến 15, theo thứ tự tăng dần là 1, 1+, 2, 2+,...14, 14+, 15.
Các bài hát cũng được chia thành các thể loại như sau:
- NEW MUSIC: Các bài hát mới được thêm vào.
- POPS&ANIME: Các bài hát nổi tiếng bằng tiếng Nhật, hoặc các bài hát trong những bộ anime.
- niconico&VOCALOID: Các bài hát được đăng lên trang web niconico, và/hoặc sử dụng bộ tổng hợp âm VOCALOID cho lời bài hát.
- 東方Project (Touhou Project): Các bản remix của những bài hát trong dòng game Touhou Project.
- GAME&VARIETY: Các bài hát trong các game khác, hoặc những bài hát không xếp vào những thể loại còn lại.
- maimai: Những bài hát được viết dành riêng cho maimai.
- ONKEGI&CHUNITHM: những bài hát bắt nguồn từ hai game ONKEGI và CHUNITHM của SEGA.

## Cách tính điểm

### Tính điểm achievement
Hệ thống tính điểm của maimai bao gồm xếp hạng theo bảng chữ cái và tỷ lệ phần trăm (tính đến 4 số thập phân, lên đến 101.0000%) được tính dựa trên các xếp hạng từng nốt là MISS, GOOD, GREAT, PERFECT và CRITICAL PERFECT.
Để qua (CLEAR) một bài hát, người chơi phải đạt tối thiểu số điểm là 80%. Trong maimai PiNK, hệ thống xếp hạng đã thay đổi từ D-SS thành F-SSS. Trong maimai MiLK PLUS, 3 cấp bậc mới, đó là S+, SS+ và SSS+, đã được thêm vào hệ thống xếp hạng, do đó thay đổi hệ thống thành F-SSS+. Trong maimai DX, các bậc E và F được lược bỏ, thay vào đó có thêm các cấp là BB, và BBB.
| ORANGE PLUS | ORANGE PLUS      | → | PiNK | PiNK            | → | MiLK PLUS                                   | MiLK PLUS                                       | → | DX                                              | DX                                              |
| SS          | 100% trở lên     | → | SSS  | 100% trở lên    | → | SSS+ (AP+)                                  | Đạt ALL PERFECT và đạt đủ tổng điểm của bài hát | → | SSS+                                            | 100.5000% trở lên                               |
| S           | 97-99.99%        | → | SS   | 99-99.99%       | → | SSS                                         | 100%-(tổng điểm của bài hát - 0.01%)            | → | SSS                                             | 100-100.4999%                                   |
| AA          | 94-96.99%        | → | S    | 97-98.99%       | → | SS+                                         | 99.50-99.99%                                    | → | Xếp hạng từ A đến SS+ giữ nguyên như MiLK PLUS. | Xếp hạng từ A đến SS+ giữ nguyên như MiLK PLUS. |
| A+          | 90-93.99%        | → | AAA  | 94-96.99%       | → | SS                                          | 99-99.49%                                       | → | Xếp hạng từ A đến SS+ giữ nguyên như MiLK PLUS. | Xếp hạng từ A đến SS+ giữ nguyên như MiLK PLUS. |
| A           | 85-89.99%        | → | AA   | 90-93.99%       | → | S+                                          | 98-98.99%                                       | → | Xếp hạng từ A đến SS+ giữ nguyên như MiLK PLUS. | Xếp hạng từ A đến SS+ giữ nguyên như MiLK PLUS. |
| A-          | 80-84.99%        | → | A    | 80-89.99%       | → | S                                           | 97-97.99%                                       | → | Xếp hạng từ A đến SS+ giữ nguyên như MiLK PLUS. | Xếp hạng từ A đến SS+ giữ nguyên như MiLK PLUS. |
| B+          | 75-79.99%        | → | B    | 60-79.99%       | → | Những xếp hạng còn lại giữ nguyên như PiNK. | Những xếp hạng còn lại giữ nguyên như PiNK.     | → | BBB                                             | 75-79.9999%                                     |
| B           | 65-74.99%        | → | C    | 40-59.99%       | → | Những xếp hạng còn lại giữ nguyên như PiNK. | Những xếp hạng còn lại giữ nguyên như PiNK.     | → | BB                                              | 70-74.9999%                                     |
| B-          | 55-64.99%        | → | D    | 20-39.99%       | → | Những xếp hạng còn lại giữ nguyên như PiNK. | Những xếp hạng còn lại giữ nguyên như PiNK.     | → | B                                               | 60-69.9999%                                     |
| C           | 20-54.99%        | → | E    | 10-19.99%       | → | Những xếp hạng còn lại giữ nguyên như PiNK. | Những xếp hạng còn lại giữ nguyên như PiNK.     | → | C                                               | 50-59.9999%                                     |
| D           | 19.99% trở xuống | → | F    | 9.99% trở xuống | → | Những xếp hạng còn lại giữ nguyên như PiNK. | Những xếp hạng còn lại giữ nguyên như PiNK.     | → | D                                               | 49.9999% trở xuống                              |

Người chơi cũng có thể đạt thành tựu đặc biệt như sau:
| Thành tựu | Điều kiện |
| --- | --- |
| FULL COMBO (FC): | Không MISS bất kì một nốt nào trong cả bài hát                                                                 |
| FULL COMBO+ (FC+) | Tất cả các nốt đạt GREAT trở lên                                                                               |
| ALL PERFECT (AP) | Tất cả các nốt đạt PERFECT trở lên                                                                             |
| ALL PERFECT+ (AP+) | Tất cả các nốt BREAK đạt CRITICAL PERFECT, và các nốt còn lại đạt PERFECT trở lên (tương đương điểm 101.0000%) |
| Hai hoặc nhiều người chơi | |
| FULL SYNC (FS) | Tất cả người chơi đều đạt FULL COMBO, và người chơi chơi cao hơn các người chơi còn lại một cấp độ             |
| FULL SYNC+ (FS+) | Tất cả người chơi đều đạt FULL COMBO trở lên                                                                   |
| FULL SYNC DX (FDX) | Tất cả người chơi đều đạt FULL COMBO+ trở lên                                                                  |
| FULL SYNC DX (FDX+) | Tất cả người chơi đều đạt ALL PERFECT trở lên                                                                  |
| Trong trường hợp nhiều người đạt điều kiện FULL SYNC DX tại những cấp độ khác nhau, người chơi cấp độ thấp hơn sẽ đạt FULL SYNC DX, còn người chơi cấp độ cao hơn sẽ đạt FULL SYNC. | |
| Thành tựu cũ | |
| 100% Sync | Đạt 100% trên SYNC PLAY                                                                                        |
| MAX FEVER | Hai người chơi đạt FULL COMBO (bất kể độ khó)                                                                  |

## maimaiNET

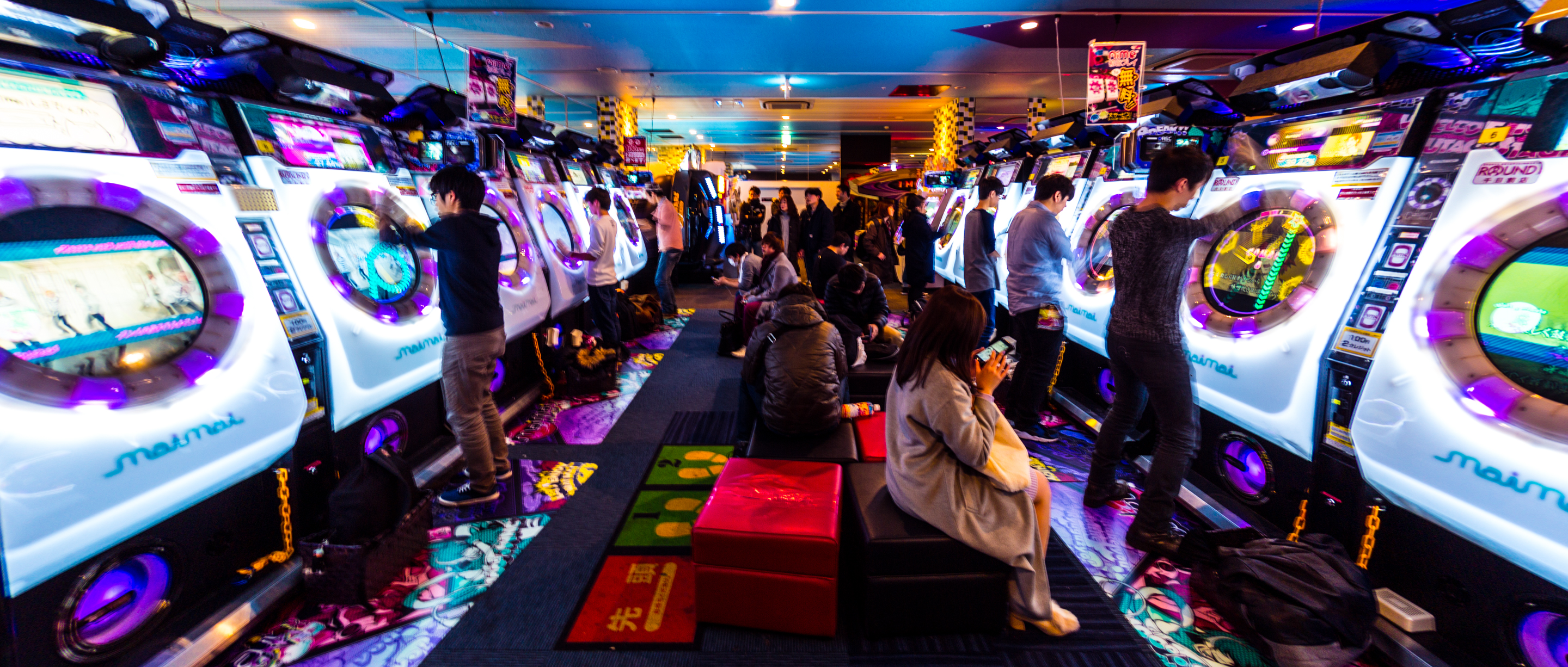
Phiên bản MURASAKi PLUS cho phép chơi trực tuyến với những người chơi khác.

Trang web maimai DX NET (trước đây là maimaiNET). Các chức năng của trang web bao gồm thay đổi tên người dùng, truy cập điểm số các bài hát trước đây và tải xuống các video (nay là ảnh) đã quay, kết bạn, xem xếp hạng, và đổi cài đặt khi chơi. Để sử dụng trang web, người chơi phải liên kết tài khoản SEGA ID đã đăng ký thẻ từ lưu dữ liệu.
Đối với các máy maimai đời cũ có gắn camera, người chơi có thể ghi lại một trong những bài hát đã chơi của mình và truy cập chúng trên trang web maimaiNET, sau đó có thể tải xuống và đăng lên các trang mạng xã hội video như niconico và YouTube. Từ máy DX trở đi, camera sẽ sử dụng để chụp ảnh lưu niệm kết quả một điểm số trong lượt chơi và sẽ được lưu vào tài khoản game để có thể chia sẻ trên mạng xã hội.

## Nhân vật

### Milk
- Sinh ngày 25 tháng 6 (10 tuổi)
- Lồng tiếng bởi: Asuka Ito
- Chiều cao: 157 cm
- Thích: Sữa hải cẩu giả, cá
- Sở thích: Cố gắng để trở thành một người phụ nữ trưởng thành trong tương lai.

### Shama
- Sinh ngày 19 tháng 3 (18 tuổi)
- Lồng tiếng bởi: Atsumi Tanezaki
- Chiều cao: 157 cm
- Thích: Mì chowder và kem cá hồi
- Sở thích: Đọc báo, học thẩm mỹ, vẽ móng, yoga và ảo thuật.

### Otohime
- Sinh ngày 22 tháng 8 (18 tuổi)
- Lồng tiếng: Yu Asakawa
- Chiều cao: 152 cm
- Thích: Kushi bánh bao, yeonju & dâu tây daifuku
- Sở thích: Làm các bữa tiệc, lễ hội & xem các hộp đầy màu sắc.

### Ras
- Sinh ngày 7 tháng 12 (15 tuổi)
- Lồng tiếng: Ayane Sakura
- Chiều cao: 158 cm
- Thích: Vị trà & dâu
- Sở thích: Du lịch, uống cafe, sưu tầm những lon trà cổ điển.

### Chiffon
- Sinh ngày 4 tháng 5 (17 tuổi)
- lồng tiếng bởi: MAKO
- Chiều cao: 160 cm
- Thích: Trái cây và bánh kẹo
- Sở thích: Nghiên cứu về độ hòa tan và tinh thể theo nhiệt độ của đường.

### Salt
- Sinh ngày 23 tháng 8 (12 tuổi)
- Lồng tiếng bởi: Hiromi Igarashi
- Chiều cao: 142 cm
- Thích: Carpaccio, cá hồi & chả quế
- Sở thích: Ngủ trưa
- Thích: Gia đình có đầy đủ người lớn và trẻ em.

## Nhân vật từng có trong quá khứ

### Kame
- Sinh ngày 21 tháng 4
- Chiều cao: 178 cm
- Thích: Một gia đình không rõ ràng

### Tai
- Sinh ngày 20 tháng 5
- Chiều cao: 182 cm
- Thích: Một gia đình đầy trẻ con